# Brussels Tigers
Stade
Maillots
Champion BAFL : 2002, 2012, 2013 (3)
Champion LFFA : 2010, 2011, 2012, 2013, 2014, 2015 (6)
L'équipe des Brussels Tigers est un club de football américain basé a Bruxelles et créé le 3 septembre 1998 par Michel Loufs.
Le club comptait plus de 200 membres en 2013 et ses équipes évoluent dans plusieurs catégories, : 
- Football Américain Senior
- Junior Tackle Football (U19)
- Cadet Tackle Football (U17)
- Flag Football (U15)
- Flag Football (U13)

Les Tigers évoluent en division 1 de la LFFA, le championnat francophone de football américain de Belgique.

## Histoire
La saison 2001 voit les Brussels Tigers accéder pour la première fois de leur histoire au Belgian Bowl. Ils s'y inclinent face aux West Vlaanderen Tribes. Trois ans après leur création, le club accède après cette saison à la première division.
En 2002, le club deviennent champions de Belgique en remportant le Belgian Bowl face aux Antwerp Diamonds sur le score de 18-16.
Durant l’année 2003, les Tigers ne peuvent défendre leur titre. Leur entraîneur n'a pu obtenir son diplôme de Level 1 et de ce fait plusieurs joueurs importants quittent le club.
L'année 2004 est une année de reconstruction de l'équipe, celle-ci étant dirigée par les entraîneurs Pascal Decoo et Stjin de Backer fraîchement promus Level 1.
Le travail porte ses fruits puisqu'en 2007, avec le retour d'anciens joueurs et avec l’aide du nouvel entraîneur Alexandre « Carmelo » De Conick, les Brussels Tigers terminent troisièmes de leur groupe derrière les Phoenix de Tournai et les Cougars de Charleroi.
En fin de saison 2008, les Tigers sont éliminés en play-off par les Brussels Black Angels, futurs finalistes du Belgian Bowl. 
Après dix ans de présidence, un titre de champion Junior et un titre de champion en flag football, le président Loufs Michel cède sa place à Decoo Pascal.
La saison 2009 voit les Tigers accéder à nouveau aux play-off mais les Tigers s’inclinent contre les Brussels Black Angels sur un score de 50 à rien, le match n'ayant pas été jusqu'à son terme, les Tigers ayant abandonné à la mi-temps à la suite de problèmes internes.
Durant l’année 2010, l’équipe senior des Brussel Tigers reste invaincue ne concédant qu'un seul touchdown pendant la saison régulière. Ils sont sacrés champions de LFFA 2010 et les Tigers jouent une demi-finale de play-off contre les Brussel Black Angels. Le contexte du match est complètement différent par rapport à l'année précédente et les Tigers s'imposent sur le score de 34 à 7. Ils se qualifient donc pour la finale nationale qui ls oppose aux quadruples champions de Belgique en titre, les West-Vlanderen Tribes. Les Tigers s'inclinent sur le score de 6 à 36.
En 2012, les Tigers remportent leur 2e Belgium Bowl, 10 ans jour pour jour après leur premier titre national. Ils récidivent en 2013. 
L'équipe après ce sacre est en pleine confiance pour la saison 2014. Elle gagne tous ses matchs, arrive une nouvelle fois en finale mais elle s'incline très lourdement sur un score de 38 à rien contre les Gent Gators.
En 2015, pour la 6e année consécutive, les Brussels Tigers sont champion de LFFA. Ils accèdent au Belgian Bowl après avoir remporté lea demi-finale face aux Waterloo Warriors. Les Tigers s'inclinent ensuite lors du Belgian Bowl XXVIII sur le score 13-08 face aux Brussels Black Angels.
En 2017, ils s'inclinent à nouveau en finale nationale contre les Brussels Black Angels sur le score de 27 à 20.
En 2018, ils deviennent Champion de Belgique dans la catégorie Junior.

## Couleurs
| Domicile | Extérieur |

## Localisation
Les Brussels Tigers s’entraînent à Evere
| Brussels Tigers |

## Encadrement
| Fonction        | Nom            |
| --------------- | -------------- |
| Président       | Decoo Pascal   |
| Secrétaire      | Decoo Isabelle |
| Trésorier       | Decoo Muriel   |
| Manager         | Germay Nathan  |
| Super Intendant | Germay Patrick |

| Fonction                       | Nom                  |
| ------------------------------ | -------------------- |
| Entraîneur principal           | De Coninck Alexandre |
| Coordinateur offensif          | -                    |
| Coordinateur défensif          | Decoo Pascal         |
| Entraîneur des Linemen         | -                    |
| Entraîneur des Running Back    | -                    |
| Entraîneur des Receivers       | -                    |
| Entraîneur des Defensive Backs | -                    |
| Entraîneur de l'équipe Junior  | -                    |
| Entraîneur de l'équipe Flag    | Longhin Angela       |

## Effectif Senior
| N° | Joueur                           | Surnom        | Nationalité                               | Attaque   | Défense | Date de naissance |
| -- | -------------------------------- | ------------- | ----------------------------------------- | --------- | ------- | ----------------- |
| 10 | Simoes Pedro                     | Simoes        | Portugal                                  | WR        | S/CB    | 20/12/1989        |
| 10 | Amouh Mohamed                    | Momo          | Maroc                                     | WR/Z/TE   | CB      | 02/11/1993        |
| 11 | Casteels Frederique              | Moutony       | Belgique                                  | TE        | MLB     | 19/11/1986        |
| 13 | Van Rijsbergen Laurent Alexandre | BlackGhost    | Pays-Bas                                  | WR        | DE      | 03/07/1985        |
| 17 | Da Graça Gomes Edgar             | Ed            | Portugal                                  | RB        | MLB     | 28/12/1978        |
| 18 | Denis Lionel                     | Lye's         | Belgique                                  | WR/Z      | DE/K/P  | 23/01/1986        |
| 19 | Jennen Thomas                    | Wish          | Belgique                                  | -         | CB      | 11/10/1990        |
| 20 | Abdellaoui Karim                 | K-Rim         | Algérie / Belgique                        | QB        | OLB     | 12/11/1990        |
| 21 | DeCoo Pascal                     | Scale/ Coach  | Belgique                                  | Z/WR      | S       | 25/07/1975        |
| 25 | Rachard Benjamin                 | SunShine      | Belgique                                  | -         | CB      | 08/07/1995        |
| 27 | Iannone Yvan                     | Sancho        | Argentine                                 | OLM       | DLM     | 27/12/1972        |
| 32 | Boampong Laurie                  | MadDog        | Belgique                                  | FB        | MLB     | 29/09/1984        |
| 34 | DeConinck Alexandre              | Carmelo/Coach | Belgique                                  | QB/HB/FB  | S       | 28/04/1973        |
| 36 | Firla Vojtech                    | Blego         | République tchèque                        | FB        | DE      | 15/12/1990        |
| 41 | Richelle David                   | Aragorn       | Belgique                                  | RB        | DE      | 20/09/1976        |
| 42 | Germay Aurélien                  | Grumpy        | Belgique                                  | -         | -       | -                 |
| 46 | Douglas Harold                   | Shadist       | Belgique                                  | Z         | -       | 23/04/1989        |
| 51 | Germay Dorian                    | Psycho        | Belgique                                  | OLM       | DLM     | 11/05/1933        |
| 52 | Tomasso Frédérico                | Hermes        | Belgique                                  | C         | N/DE    | 27/12/1974        |
| 53 | Abdellaoui Rayane                | R-One         | Algérie / Belgique                        | QB/OLM/TE | DE/DT   | 07/03/1993        |
| 55 | Meersman John                    | Maverick      | Belgique                                  | FB        | MLB     | -                 |
| 56 | Van Noyen Nicolas                | Tanker        | Belgique                                  | C/LG      | DE/N    | 20/07/1991        |
| 58 | Rukaj Vilson                     | Wilson        | Albanie                                   | C/OLM     | DLM     | 03/03/1991        |
| 62 | DeCock Steven                    | Steve         | Belgique                                  | OLM       | N/DE    | 07/06/1977        |
| 68 | Druck Didier                     | Druck         | Belgique                                  | OLM       | DLM     | 04/12/1962        |
| 69 | Lopez Sebastian                  | Chili         | Chili                                     | RG/FB     | DE/N    | 07/08/1991        |
| 71 | DePoorter Christophe             | Chris         | Belgique                                  | OLM       | DLM     | -                 |
| 72 | Casteels David                   | Vodka         | Belgique                                  | OLM       | DLM     | 06/03/1988        |
| 73 | Hertsen Andrès                   | Andrès        | Mexique / Belgique                        | OLM/FB    | DLM/OLB | 09/12/1986        |
| 74 | Assumani Antoine                 | Mister T      | Italie / République démocratique du Congo | OLM       | N/DT    | 16/08/1990        |
| 77 | Pernin Laurent                   | Boule         | France                                    | OLM       | DLM     | 03/11/1976        |
| 79 | Malandrini Moriano Anthony       | Poto          | Italie / Portugal                         | OG        | DT      | 23/03/1985        |
| 84 | Depoorter Yannick                | Magic         | Belgique                                  | WR/TE     | OLB/MLB | 19/01/1983        |
| -- | Karmoun Oussama                  | -             | Maroc                                     | OLM       | DLM     | 10/02/1993        |

## Palmarès
| Année | Régional                       | National                       | International                   |
| ----- | ------------------------------ | ------------------------------ | ------------------------------- |
| 2001  | Vice-Champion De Belgique BAFL | -                              | -                               |
| 2002  | Champion De Belgique BAFL      | -                              | -                               |
| 2007  | 3e de la LFFA                  | -                              | -                               |
| 2008  | 3e de la LFFA                  | -                              | -                               |
| 2009  | 3e de la LFFA                  | -                              | -                               |
| 2010  | Champion LFFA                  | -                              | -                               |
| 2011  | Champion LFFA                  | -                              | 3e EFAF Atlantic Cup            |
| 2012  | Champion LFFA                  | Champion De Belgique BAFL      | Vice-champion EFAF Atlantic Cup |
| 2013  | Champion LFFA                  | Champion De Belgique BAFL      | 3e EFAF Atlantic Cup            |
| 2014  | Champion LFFA                  | Vice-champion De Belgique BAFL | Champion EFAF Atlantic Cup      |
| 2015  | Champion LFFA                  | Vice-champion De Belgique BAFL | -                               |
| 2016  | Champion LFFA                  | Demi-finaliste                 | -                               |
| 2017  | Champion LFFA                  | Vice-champion De Belgique BAFL | -                               |
| 2018  | Champion LFFA                  | Demi-finaliste                 | -                               |
| 2019  | en cours                       | en cours                       | en cours                        |